# Georg Friedrich Erhardt

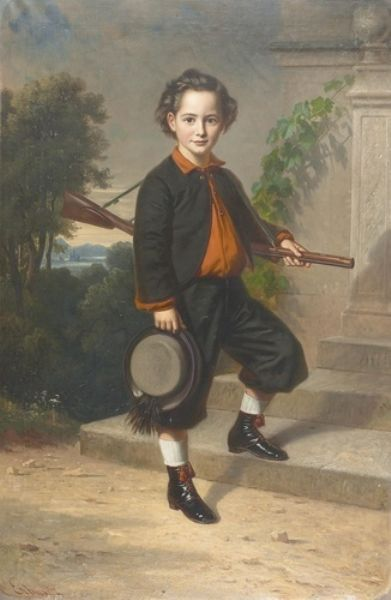
Der junge Jäger

Georg Friedrich Erhardt (* 5. Januar 1825 in Winterbach (Remstal); † 20. September 1881 in Stuttgart) war ein deutscher Porträt- und Genremaler.

## Leben
Erhardt studierte beim Hofmaler Joseph Anton von Gegenbaur in Stuttgart und um 1844 bei Johann Gottfried Brücke oder Wilhelm Brücke in Berlin sowie ab dem 7. Dezember 1848 bis 1849 an der Königlichen Akademie der Künste in München. Nach dem Studium ließ er sich in Stuttgart nieder. 1876 wurde er zum Hofmaler des Hauses Württemberg in Stuttgart ernannt. Er half Gegenbaur bei den Fresken im Neuen Schloss in Stuttgart. Er malte auch einige Bilder mit orientalischen Motiven für das Schloss Rosenstein in Stuttgart. Hauptsächlich malte er jedoch Porträts.